# 루갈안네문두
루갈안네문두는 수메르의 도시국가 아다브의 가장 중요한 왕이었다. 그는 페르시아만에서 자그로스산맥과 엘람까지 메소포타미아 전부를 정복하였다. 그는 기원전 25세기 경에 90년간 치세하였다. 아다브는 그의 사후에 붕괴하였다.